# Chaetarthriini
Chaetarthriini es una tribu de coleópteros acuáticos en la subfamilia Hydrophilinae. La tribu contiene 92 especies en ocho géneros.

## Géneros
- Amphiops
- Apurebium
- Chaetarthria
- Guyanobius
- Hemisphaera
- Micramphiops
- Thysanarthria
- Venezuelobium